# Clematis tenuimarginata
Clematis tenuimarginata là một loài thực vật có hoa trong họ Mao lương. Loài này được H.Eichler mô tả khoa học đầu tiên năm 1958.